# ふわふわポリス
『ふわふわポリス』は、西炯子による日本の漫画作品。
『月刊フラワーズ』（小学館）にて2010年4月号から9月号まで全6話が連載された。副題は「比留ヶ谷駅前交番始末記」。単行本は全1巻。

## あらすじ
昼寝交番と言われるほど平和な町の交番・比留ヶ谷駅前交番の巡査・エリ。
ある日、異動した後輩の後任としてやって来たのは、大卒のエリートながら、中学生のような童顔で抜群の記憶力を誇る芙蓉子だった。

## 登場人物
佐倉 エリ（さくら エリ）
28歳。比留ヶ谷駅前交番勤務。次々と同僚たちが結婚する中、彼氏がおらず、またできる予定もなく、何かと崖っぷちだと感じている。
倭漢道荒田井 芙蓉子（やまとあやあたえあらたい ふよこ）
22歳。新人巡査。背が小さく童顔で、エリは初対面時に家出してきた中学生と勘違いした。エリからは「ひよこ」と呼ばれる。
甘いものが大好きで、昼食にパフェを食べたりする。記憶力は抜群だが、当初は着任地を隣町の阿佐谷と勘違いし、阿佐ケ谷駅周辺の地理を丸覚えし、道案内の役に立たなかった。

## 書誌情報
- 西炯子 『ふわふわポリス』 小学館〈フラワーコミックスα〉 2010年10月8日発売、ISBN 978-4-09-133457-2